# Jimmy Bain
Jimmy Bain, właśc. James Stewart Bain (ur. 19 grudnia 1947 w Newtonmore, zm. 23 stycznia 2016) – brytyjski muzyk, kompozytor i wokalista, multiinstrumentalista, znany głównie jako basista. Grał w takich zespołach jak: Dio, Harlot, Hear ’n Aid, Last in Line, Rainbow, Scorpions, Sledge Leather, Street Noise, Wild Horses oraz WWIII. Współpracował ponadto z Philipem Lynottem, znanym z występów w grupie Thin Lizzy.
Muzyk zmarł 24 stycznia 2016 roku na nowotwór płuc. Miał 68 lat.

## Wybrana dyskografia
- Phil Lynott - Solo in Soho (1980, Vertigo Records)
- Phil Lynott - The Philip Lynott Album (1982, Vertigo Records)
- Numbers from the Beast: An All Star Salute to Iron Maiden (2005, Rykodisc)[6]